# Skanzen Řepora
Řepora (dříve nazývaná Tuležim) je bývalý skanzen v okrajové části Prahy, který se snaží navodit co nejvěrnější představu české lidové architektury 14. století a života ve středověkém městečku. Skanzen je po několika požárech pro veřejnost uzavřen a vstup do něj zakázán.

## Poloha a popis
Skanzen leží v jihozápadním cípu katastrálního území pražských Stodůlek, který patří do území městské části Praha-Řeporyje, severně od zástavby Řeporyj a Dalejského potoka, v údolí mezi několika rybníky. Z Řeporyjského náměstí byla ulicí Ve Výrech kolem skanzenu prodloužena turistická značka ke stanici metra Stodůlky. Od ní je vzdálen asi kilometr.
V objektu skanzenu bylo mnoho budov; kostel se hřbitovem, usedlost rychtáře s krčmou, usedlosti kováře, hrnčíře a domkáře, zastřešené tržiště, studna, pranýř, vstupní brány a věže, palisády, tvrz aj. Za východní branou byly expozice z různých dob a míst, které nepatřily přímo do města: šibeniční vršek, posvátný strom a pohanské kultovní místo. Před západní branou, která sloužila i pro vstup návštěvníků, jsou sloupková boží muka. Stavby byly budovány dobovými technologiemi. Vnitřní vybavení budov skanzenu bylo doplněno replikami historického zařízení.

## Historie

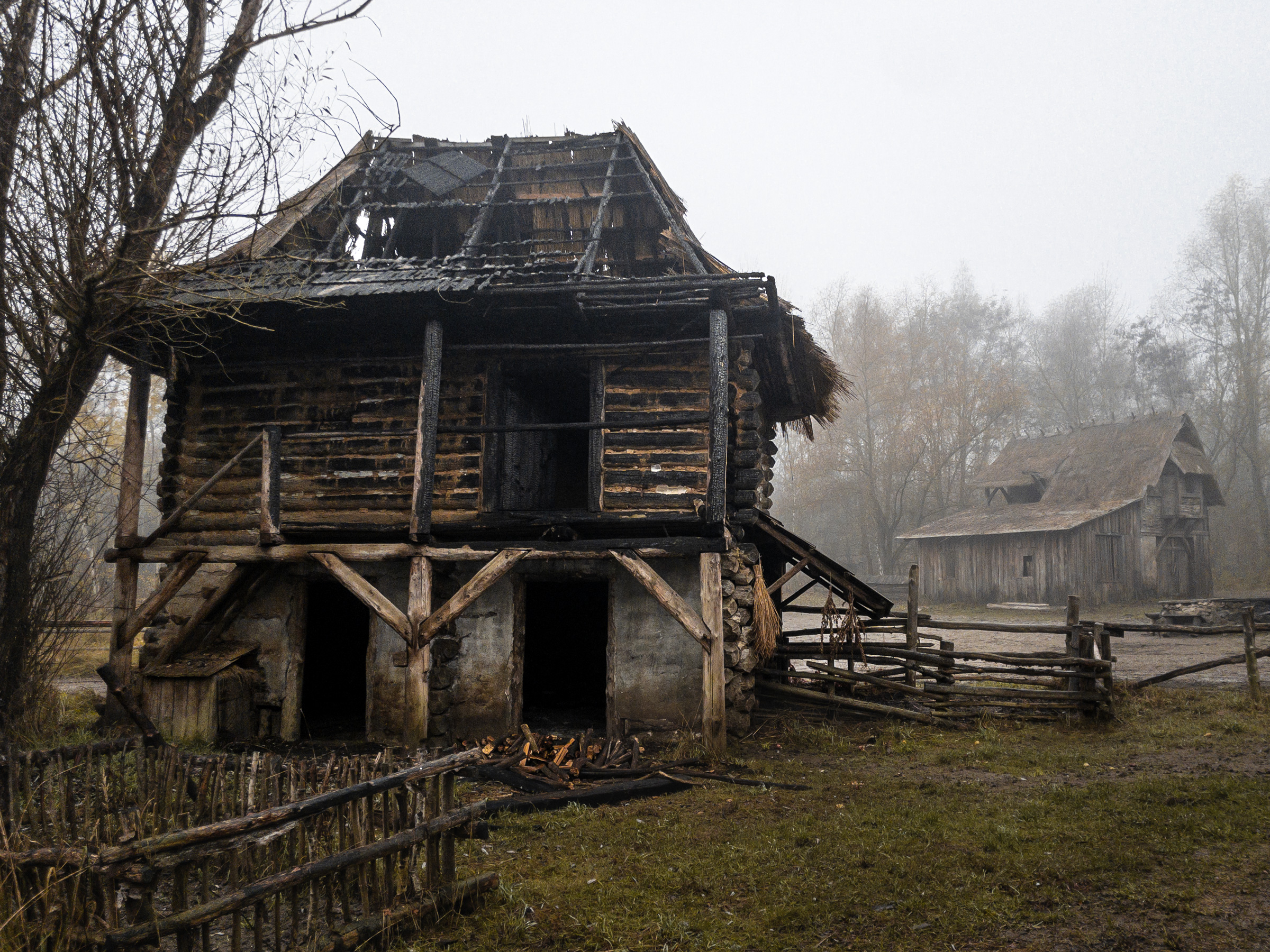
Skanzen po požáru z roku 2020

Akciová společnost Tuležim a. s. byla založena v roce 1999, skanzen byl budován v zanedbaném prostoru bývalé těžby cihlářské hlíny zvaném Hliník. Zpřístupněn byl roku 2002. Roku 2004 byla akciová společnost přejmenována na Řepora a. s. V roce 2001 dostala Tuležim a. s. pokutu od stavebního úřadu, protože obstaravatelská firma nezajistila vydání stavebního povolení. Zpočátku se také autoři projektu distancovali od provozovatele, protože se podle nich způsob provozování a komerční program neslučovaly s původní myšlenkou projektu.
V minulosti skanzen občas oživovaly akce skupin lidí, jejichž koníčkem je středověký život, oblečení, šerm, tanec, lazebnictví atd. V nabídce byly i jen pronájmy k soukromým akcím – oslavám (svatba, narozeniny), grilování, akce s dobovým programem.
Od roku 2013 je veřejnosti nepřístupný, pronajímá se pro filmové účely.
Řepora několikrát vyhořela. Poprvé v noci na 16. června 2003, kdy shořely vinou neznámého žháře čtyři budovy (kovárna, špýchar a usedlost hrnčíře) a uhořely tři ovce, škoda byla vyčíslena na 5 milionů Kč. Podruhé, 17. prosince 2004, se rozšířil požár z budovy hlídačů areálu. Přesto se jí podařilo obnovit svoji činnost. V noci na úterý 10. prosince 2019 ve skanzenu vypukl požár, který zachvátil v plném rozsahu tři dřevěné stavby. Hasiči zde zasahovali od 2. do 4. hodiny.
Zatím poslední požár vypukl 13. 10. 2020. V blízkosti skanzenu byl hlášen v úterý odpoledne kouř. Na místo vyrazily jednotky HZS Praha ze stanic Smíchov a Petřiny, posíleny o dobrovolné jednotky ze Stodůlek, Nebušic a Řeporyjí. K místu dále vyrazilo několik hlídek Policie ČR, včetně velitele policie z PMJ Praha, či velitele směny HZS Praha. Hasiči po svém příjezdu na místo zjistili, že ve skanzenu hoří několik dřevěných budov. Velitel zásahu si na místo vyžádal další posilové jednotky. Hasiči po násilném vstupu do objektu skanzenu natáhli dopravní vedení a postupně nasadili 6 vodních „C“ proudů. Na místo dále vyjely jednotky HZS Praha ze stanice Radotín a JSDH Praha – Řepy, Zličín a Třebonice. Z petřínské stanice na místo zamířil velký chemický automobil s náhradními lahvemi se vzduchem. Hasiči dostali požár pod kontrolu přibližně po 20 minutách. Následovalo dohašování a rozebírání, mimo jiné za využití nastavovacích žebříků. Okolnosti a příčiny vzniku požáru byly předmětem šetření. Podle prvotního zjištění hasičů však začal nejprve hořet porost u skanzenu a požár se až následně rozšířil na čtyři dřevěné budovy. V únoru 2021 bylo vyšetřování požáru odloženo. Požár zničil čtyři budovy a kus lesa.
Skanzen je nadále pro veřejnost uzavřen a vstup do něj zakázán. Shořelé stavby nejsou obnoveny a chybí vnitřní historické nástroje a nářadí.

## Obrázky

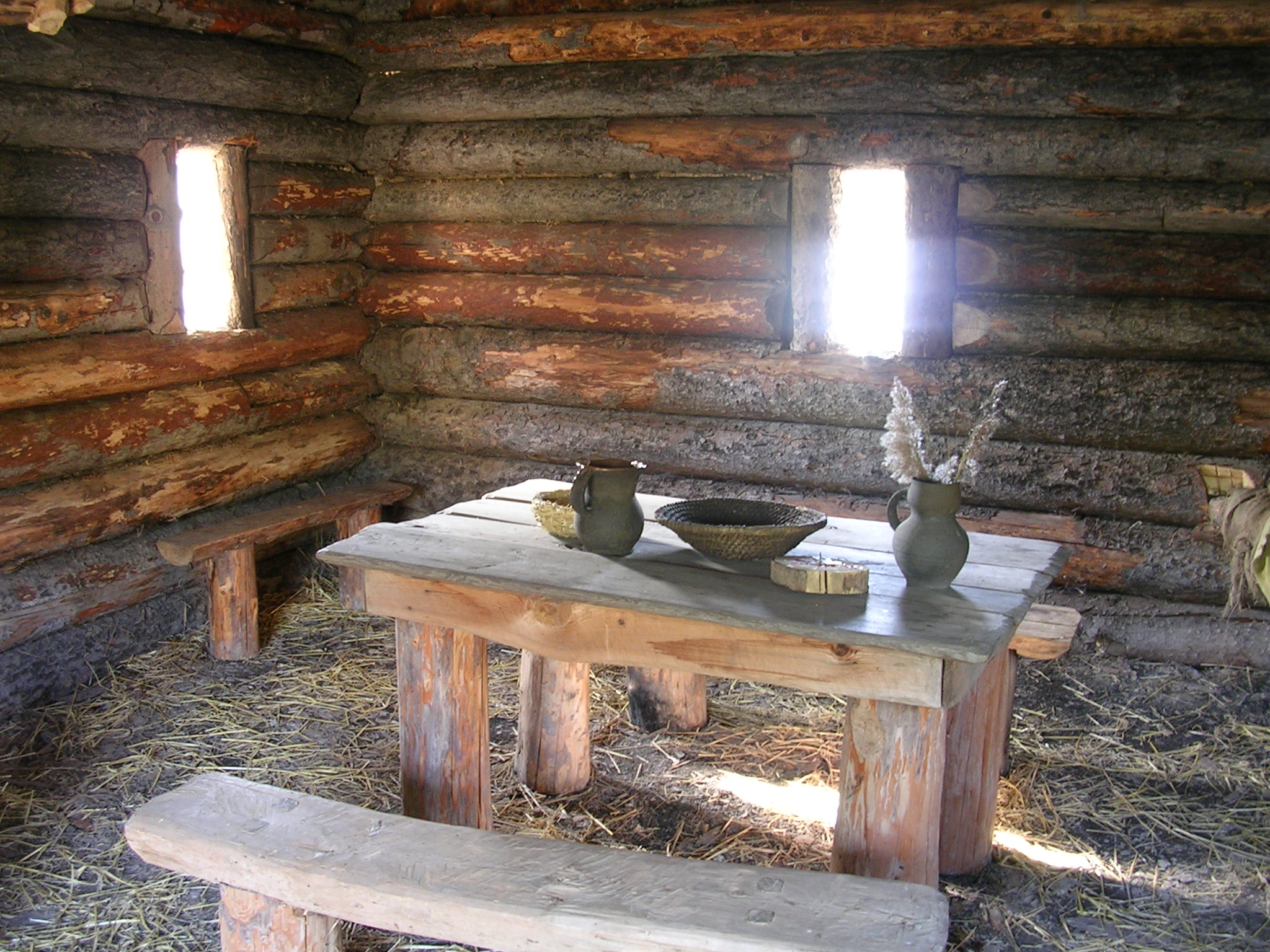
Sednice kováře
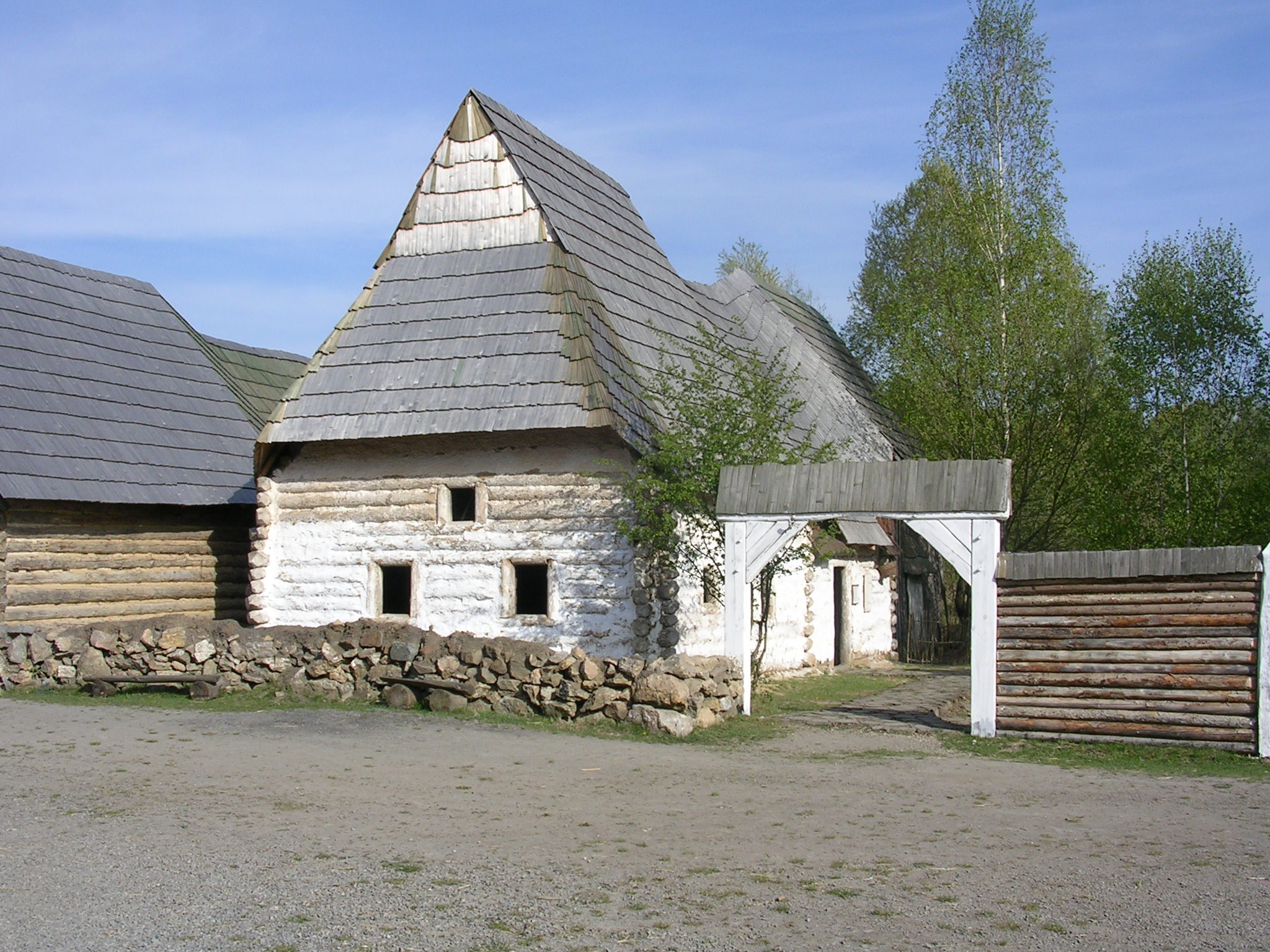
Usedlost rychtáře (krčma)
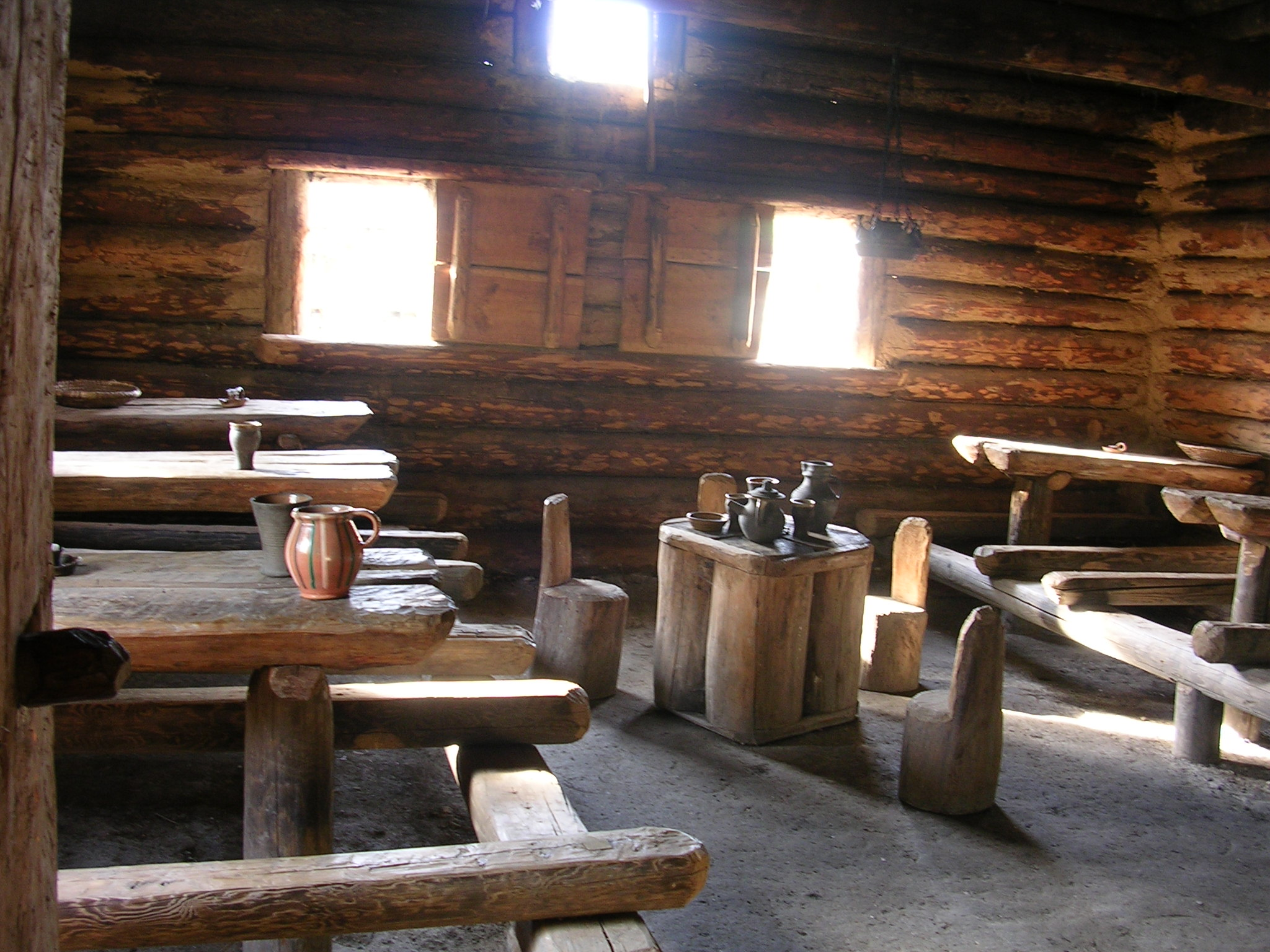
Jizba krčmy
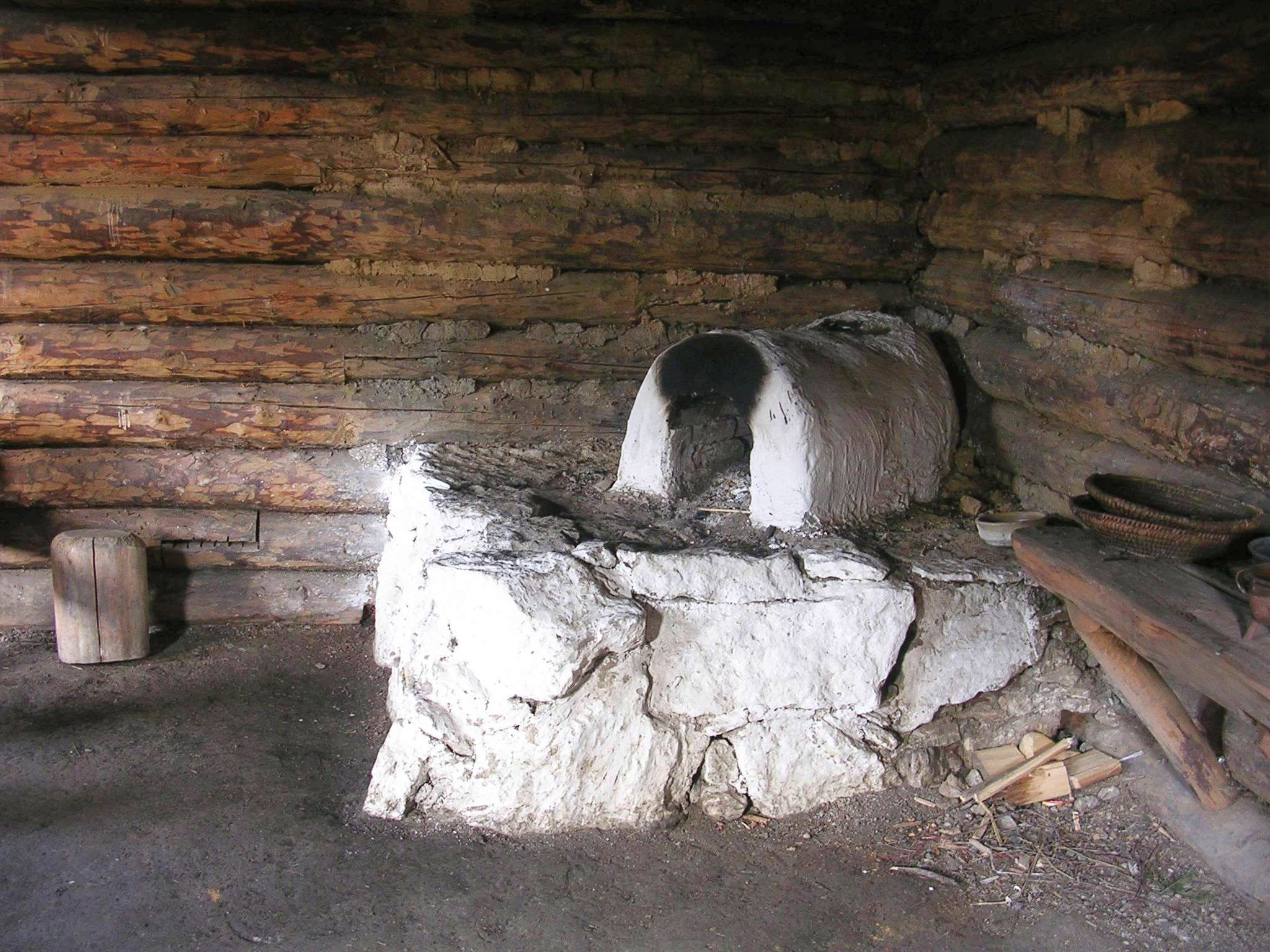
Pec v krčmě
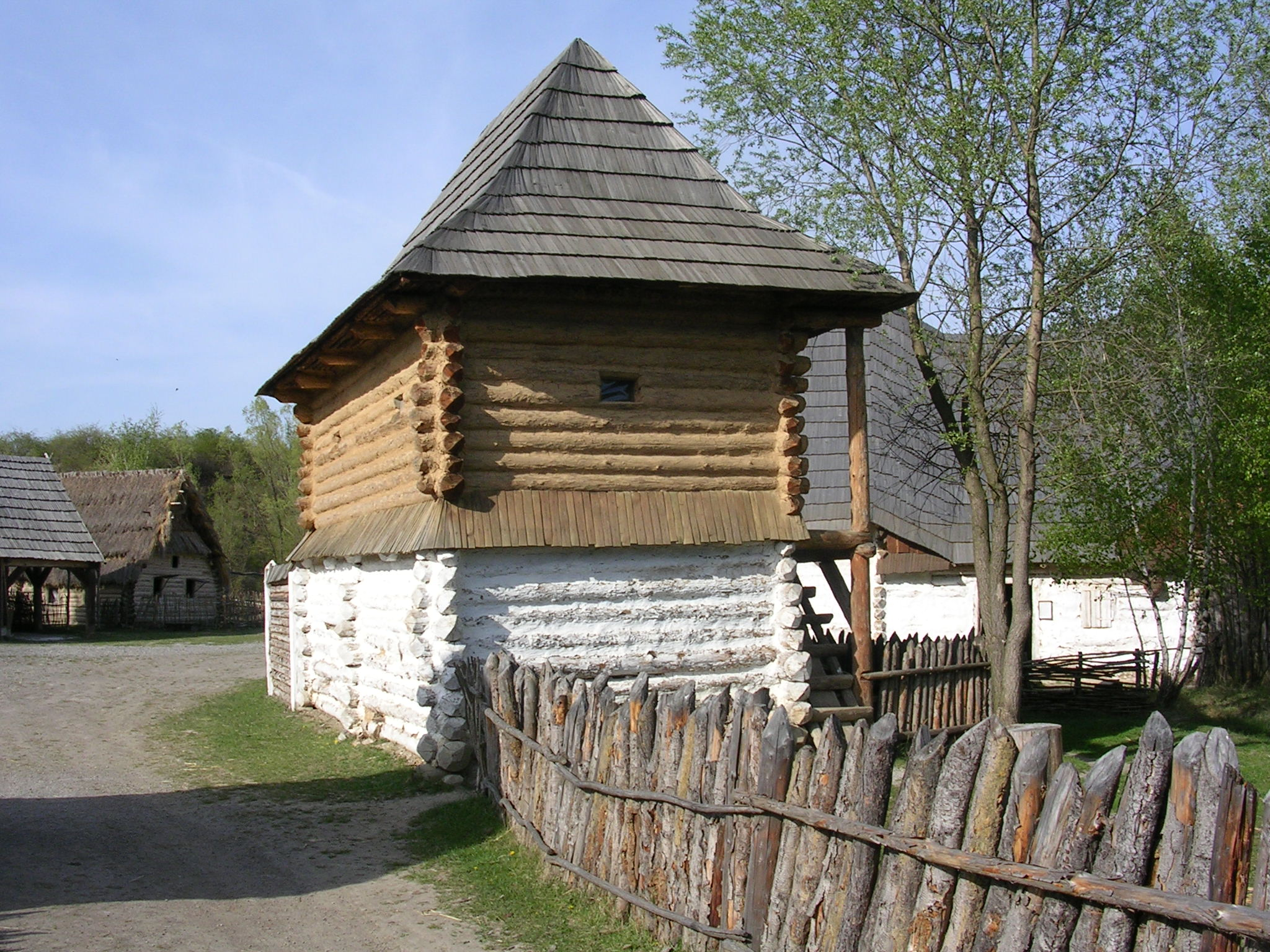
Sýpka krčmy
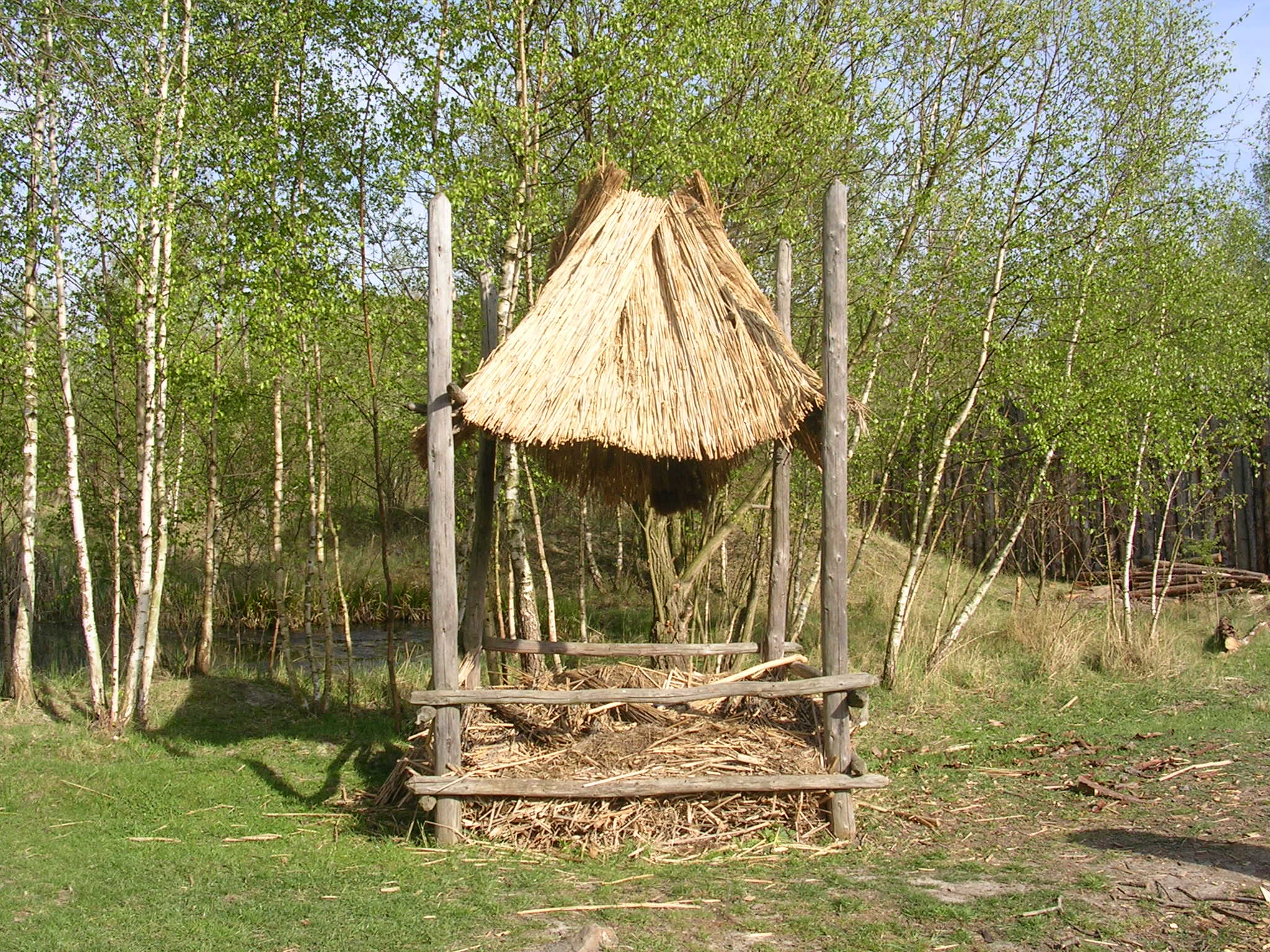
Oboroh (seník)
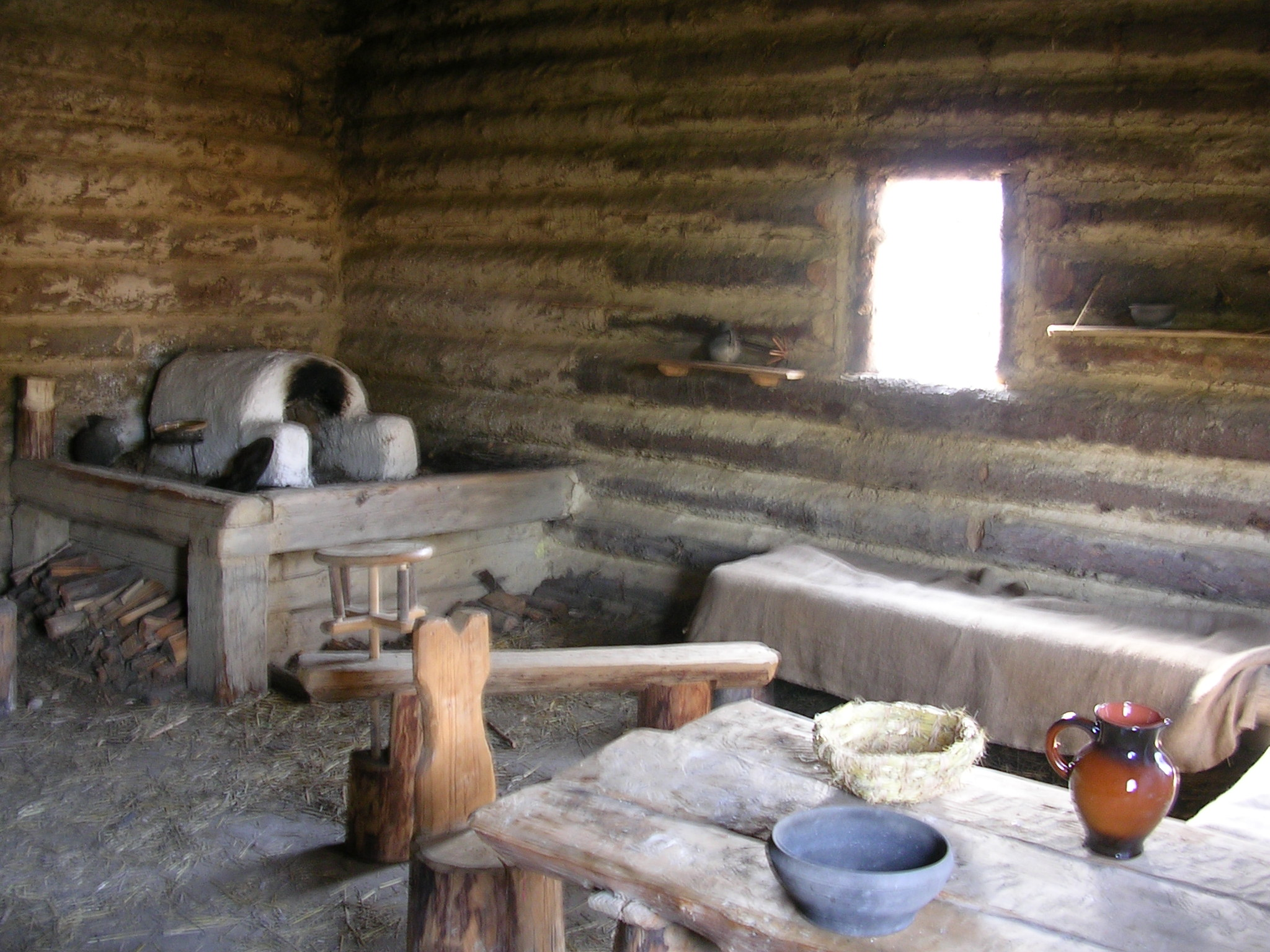
Sednice hrnčíře
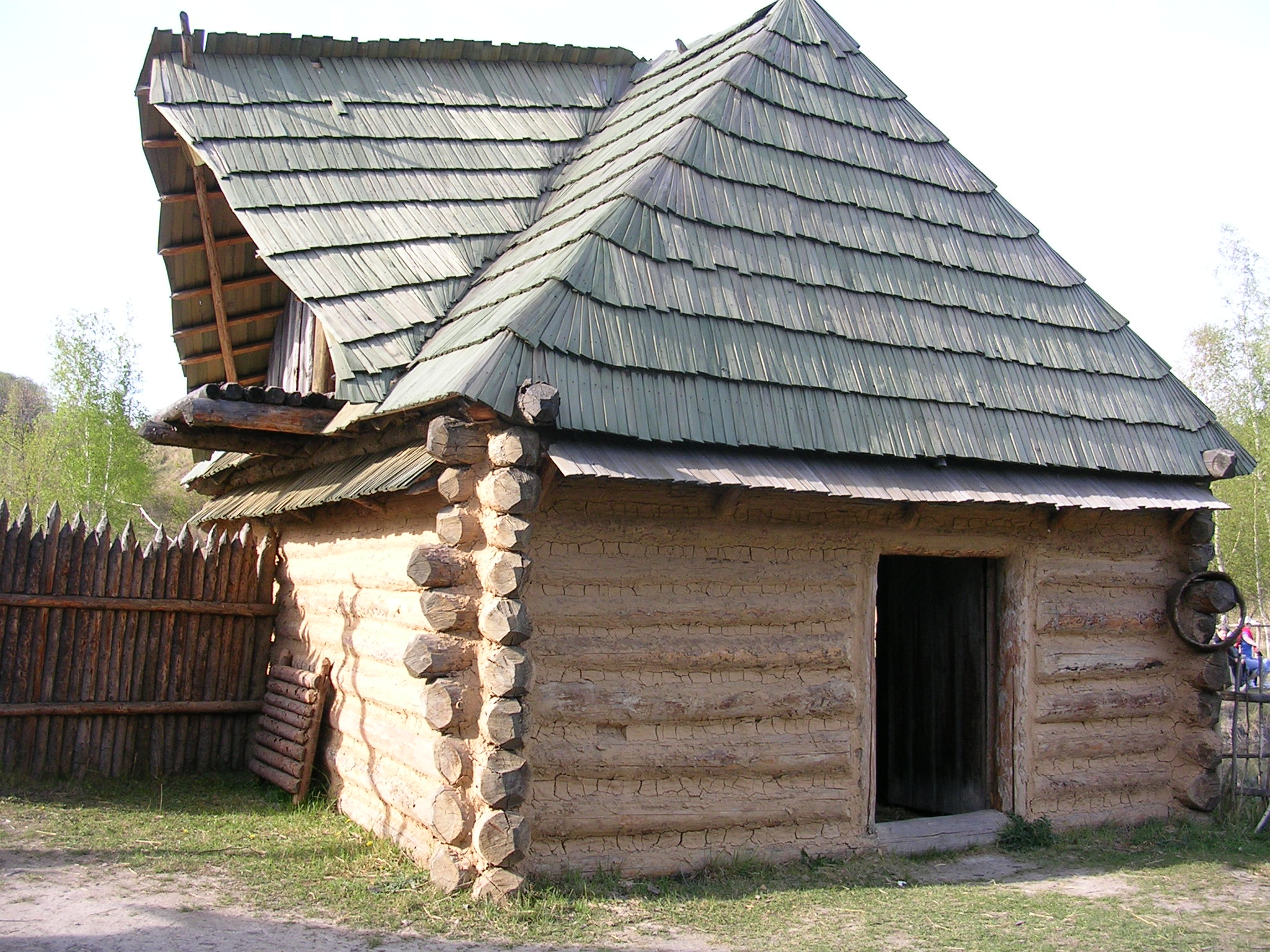
Sýpka hrnčíře
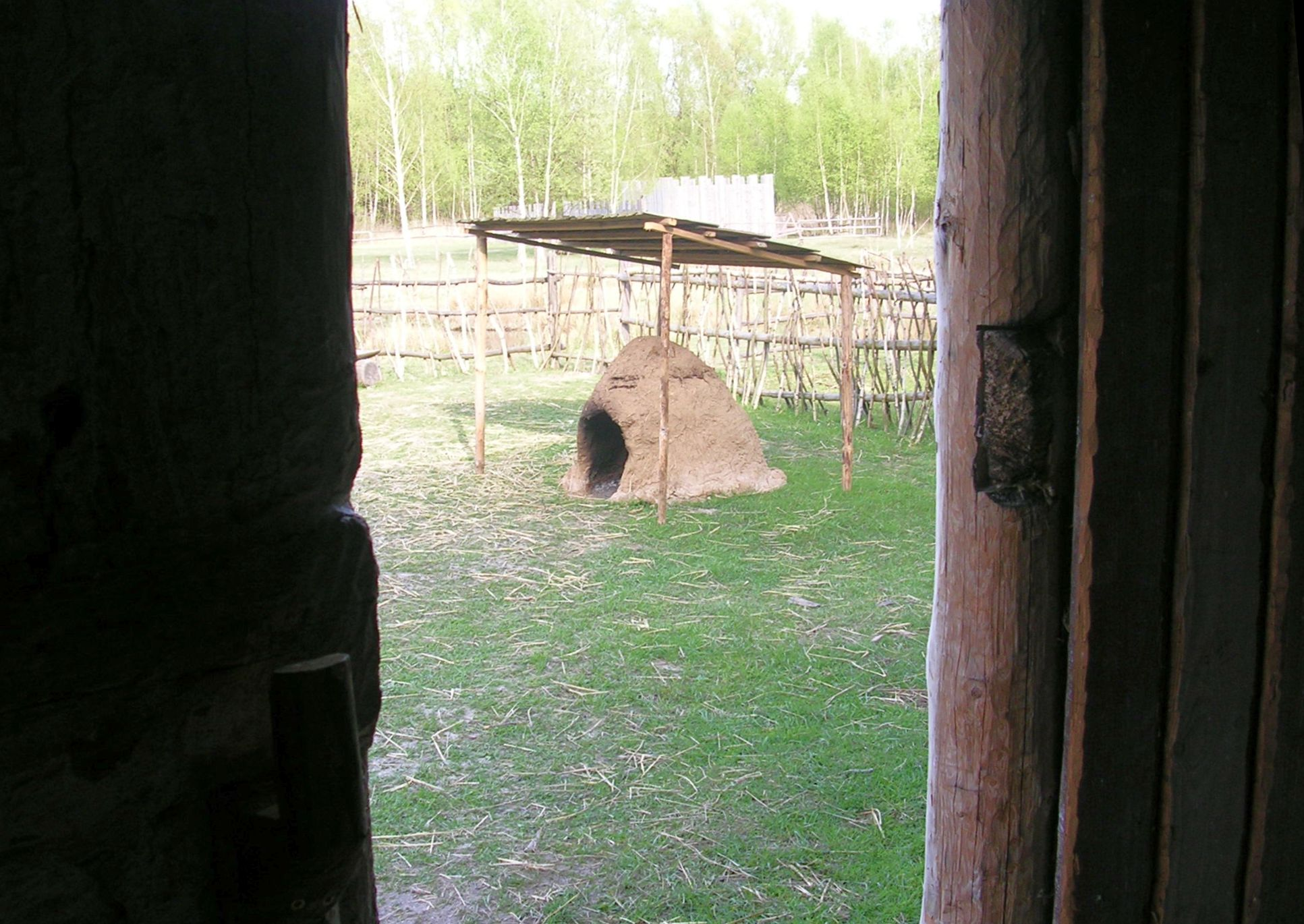
Venkovní hrnčířská pec
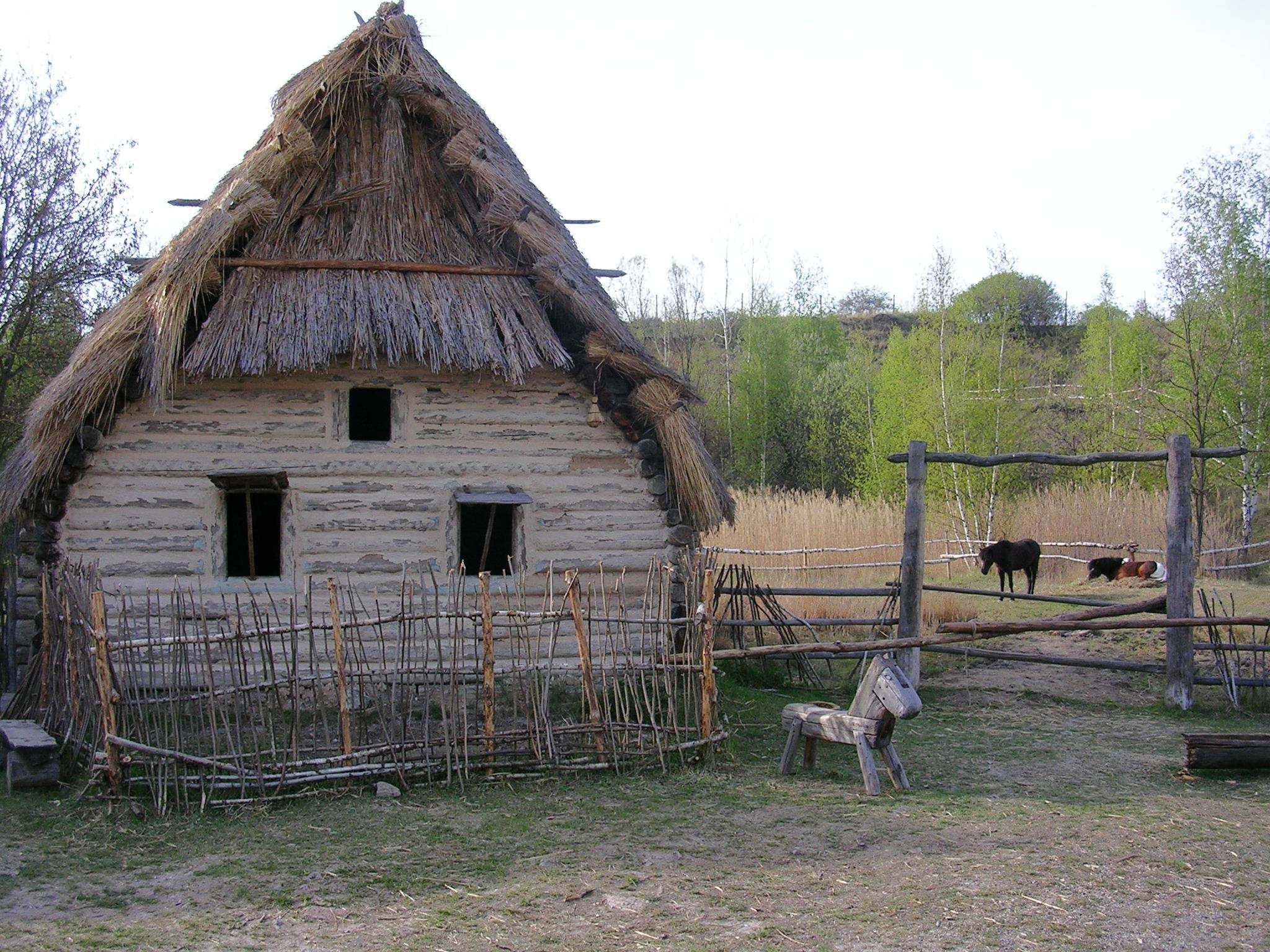
Usedlost domkáře
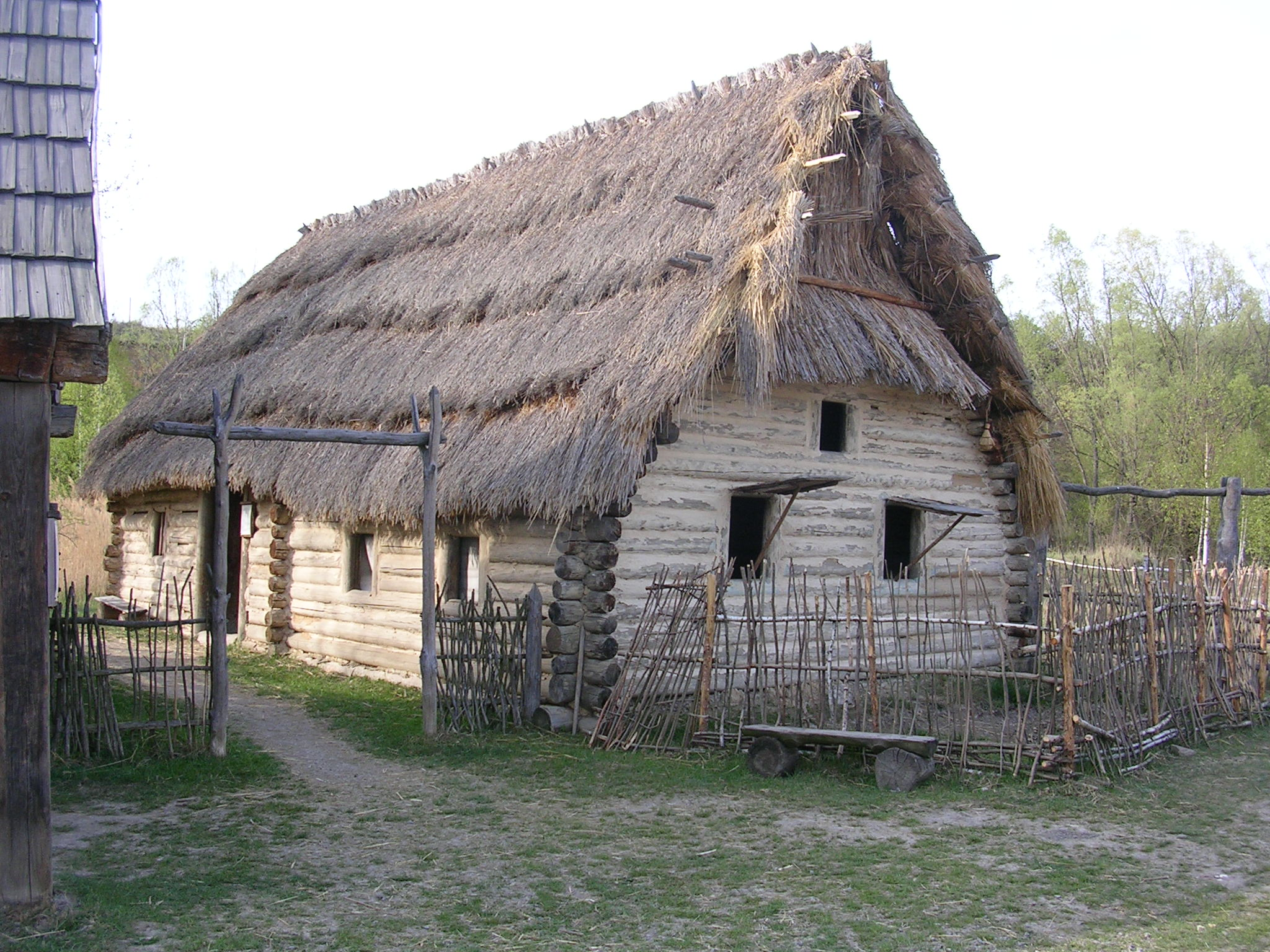
Usedlost domkáře
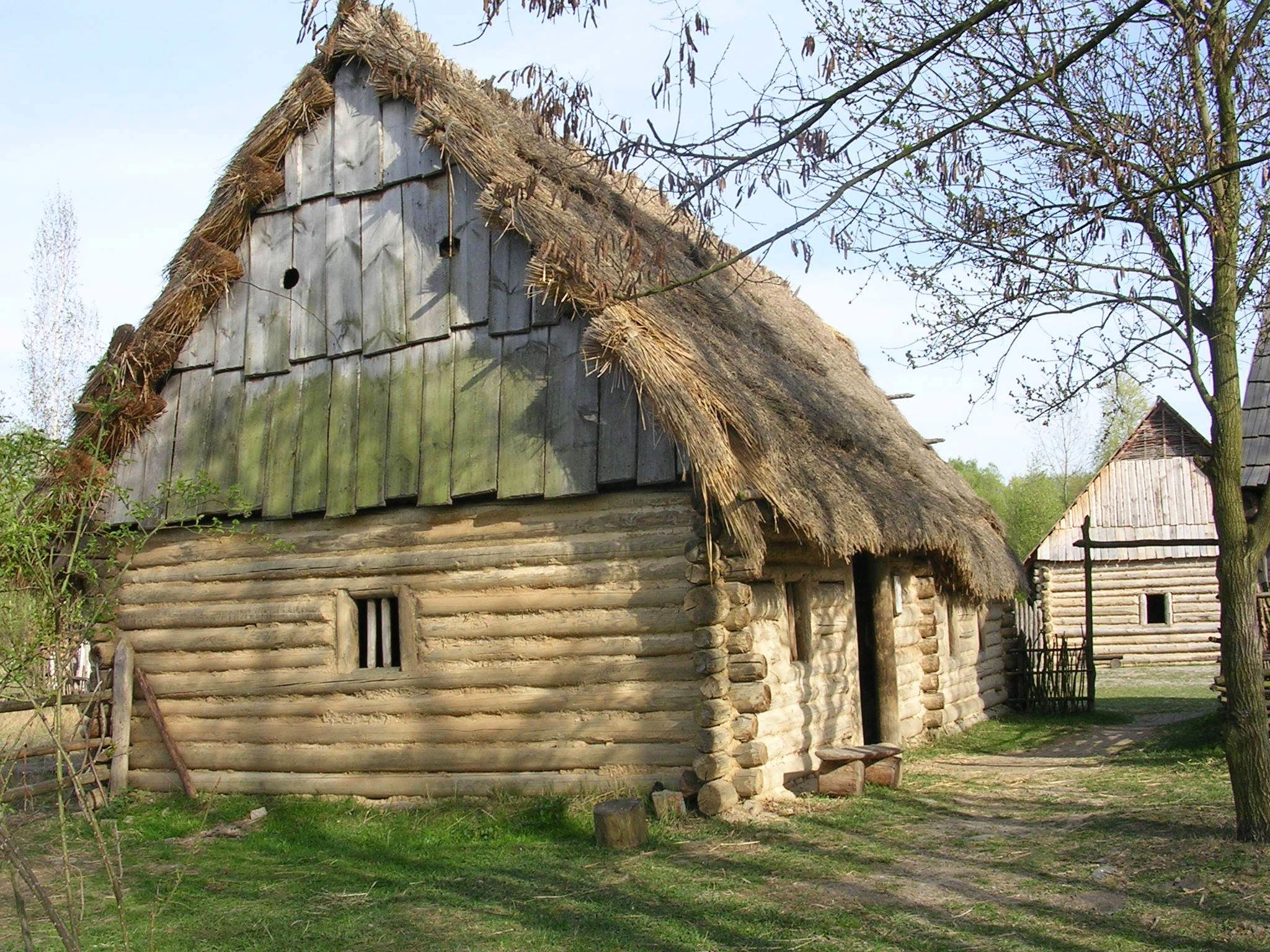
Usedlost domkáře (zadní strana)
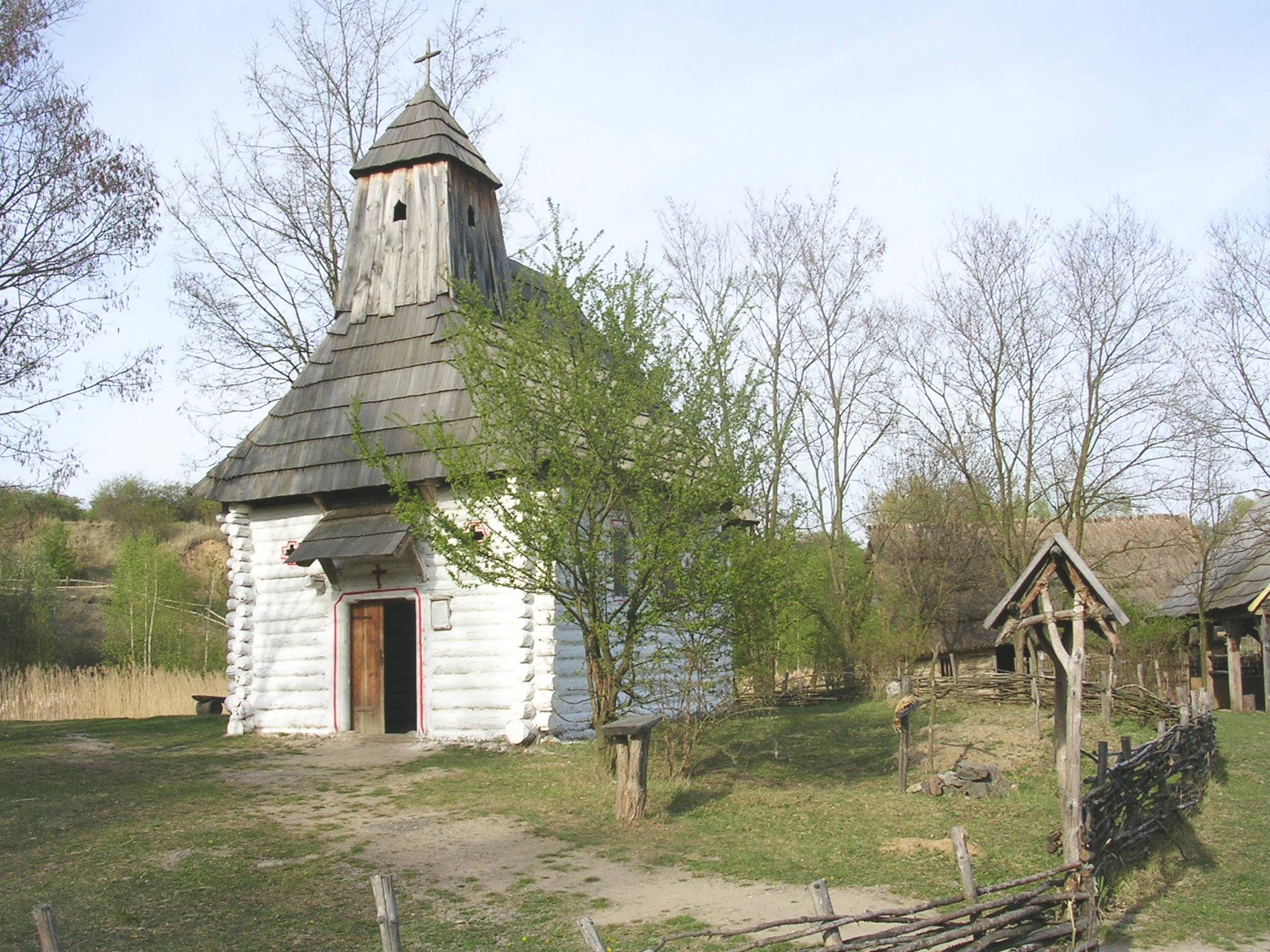
Kostel
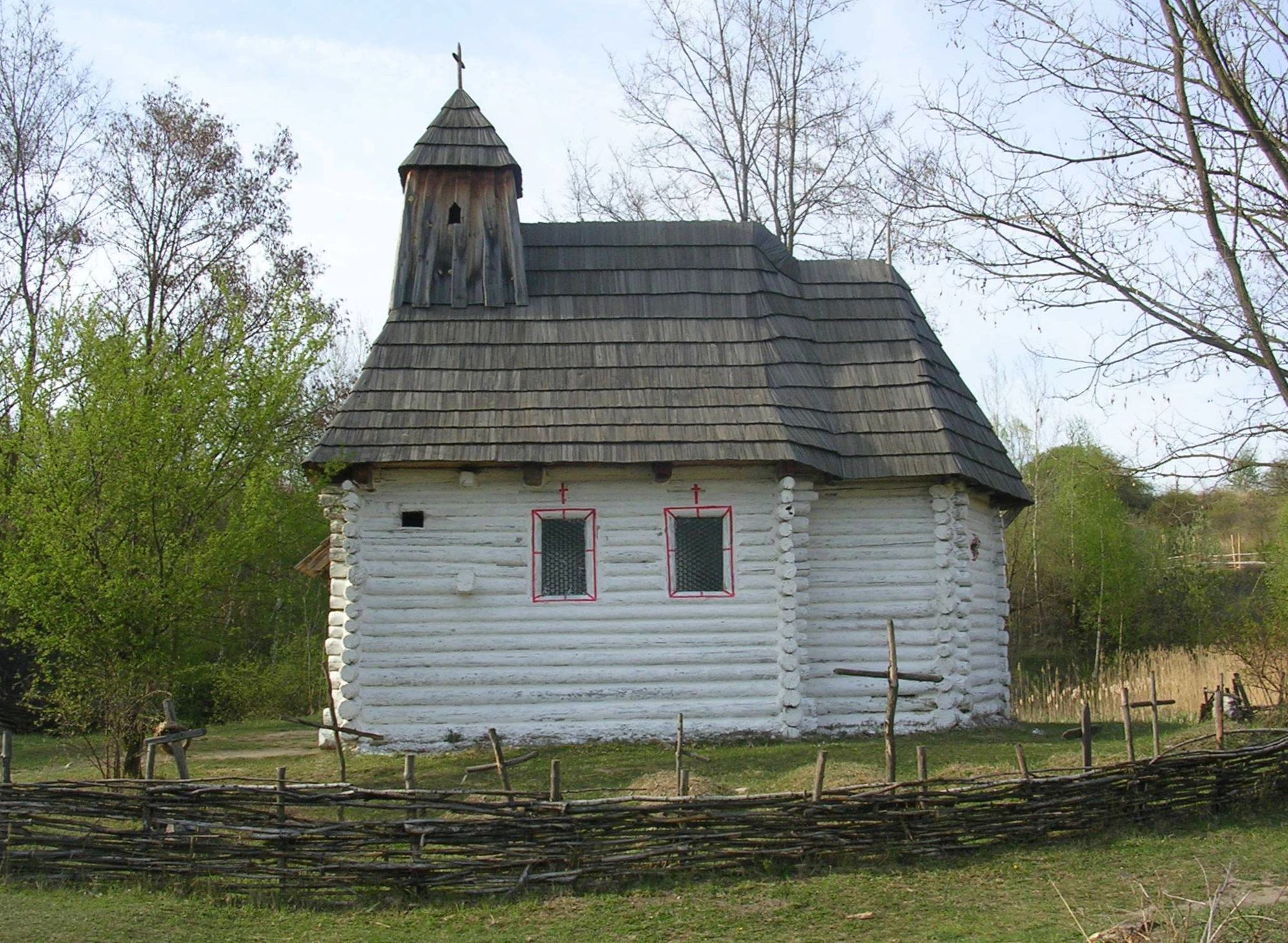
Kostel
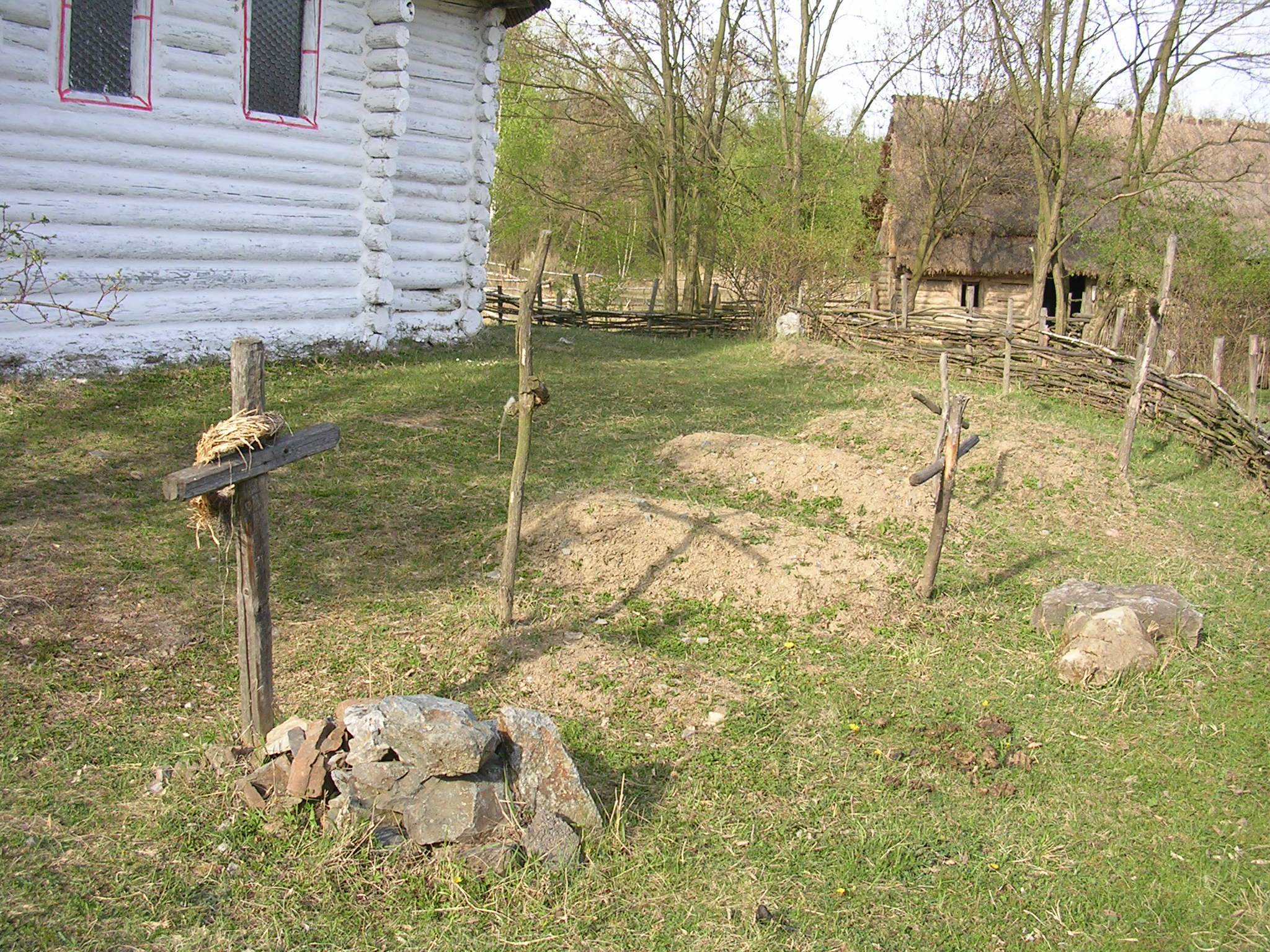
Hřbitov u kostela
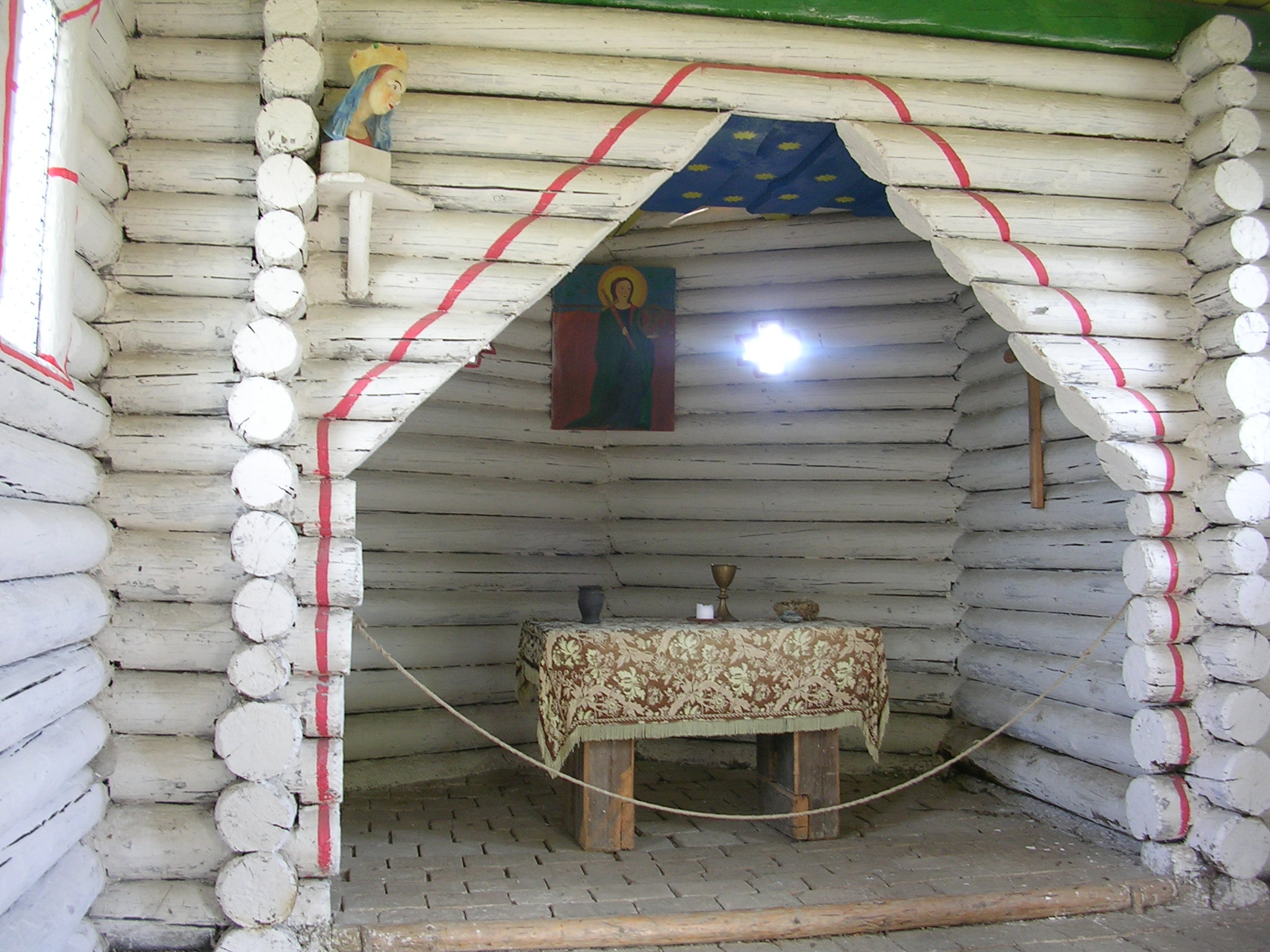
Presbytář v kostele
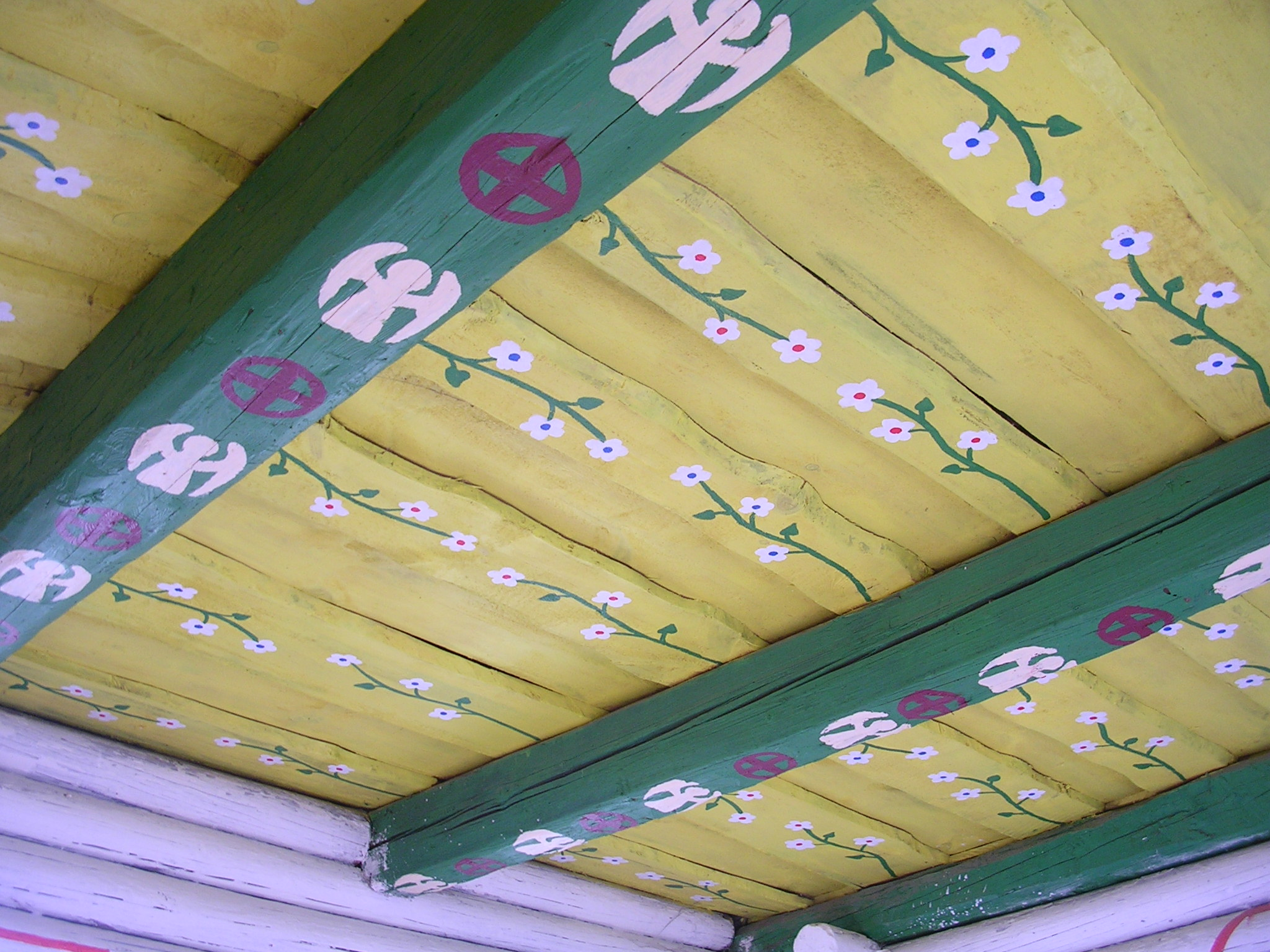
Strop kostela
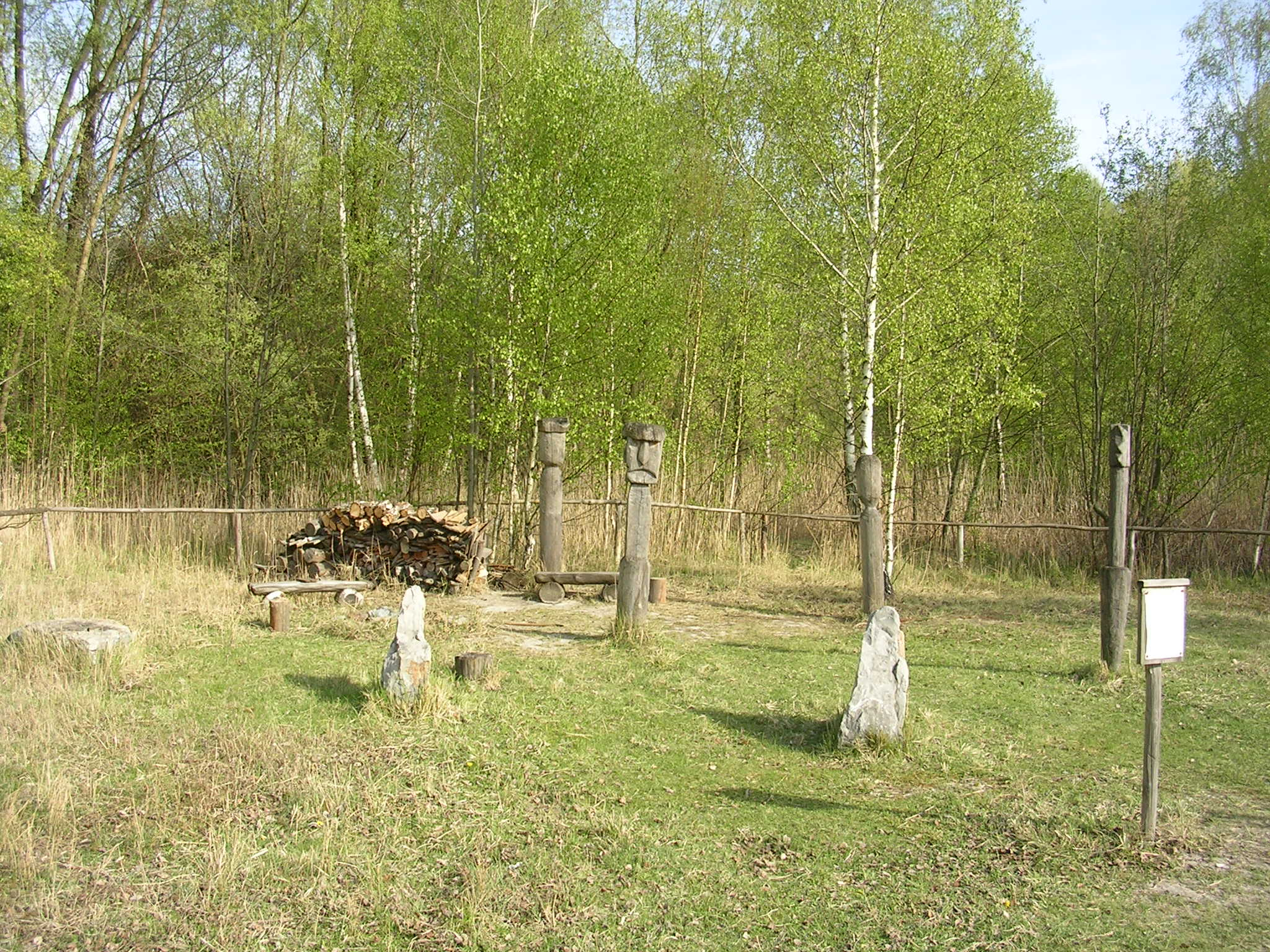
Pohanské kultovní místo
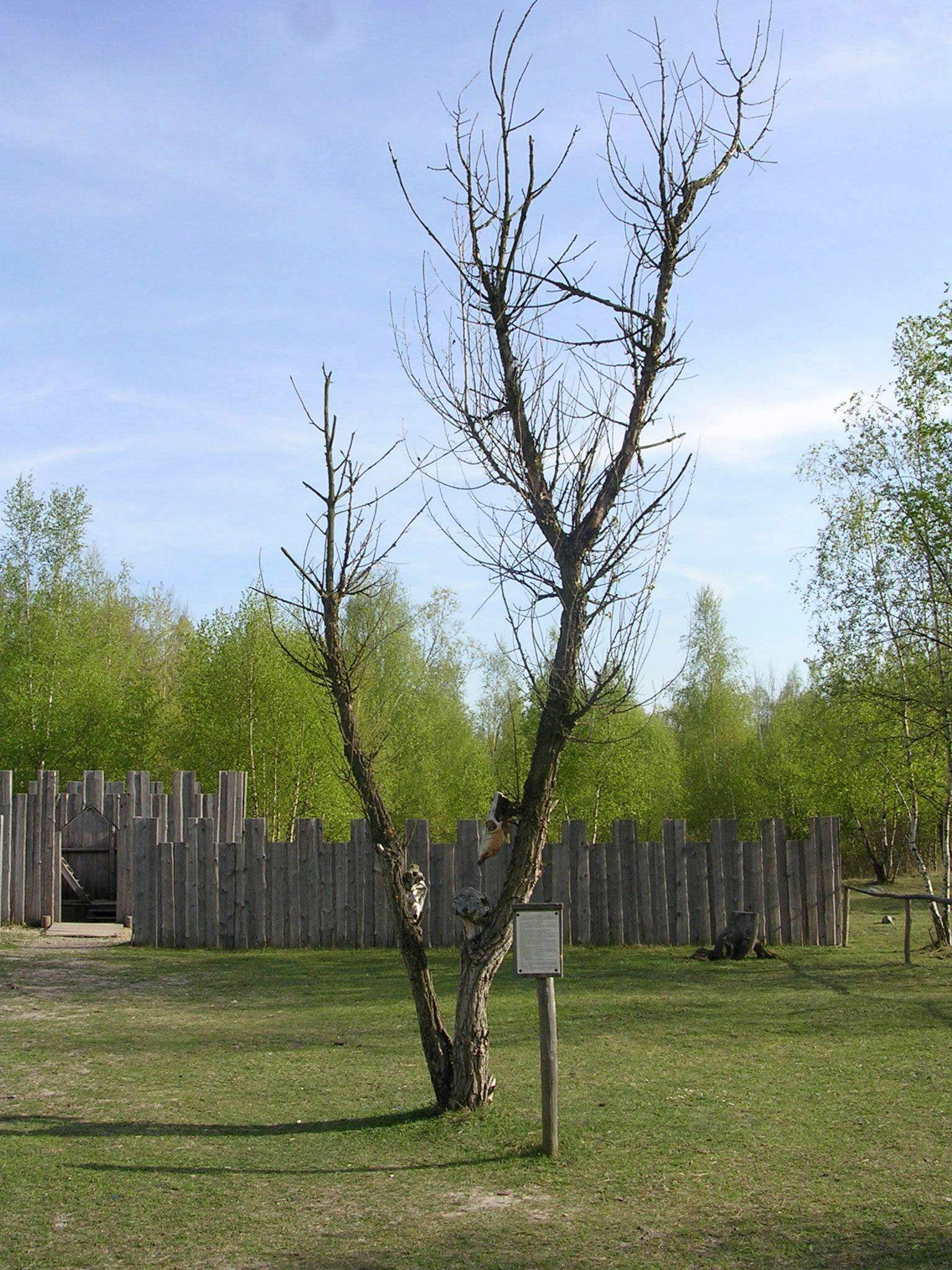
Posvátný strom
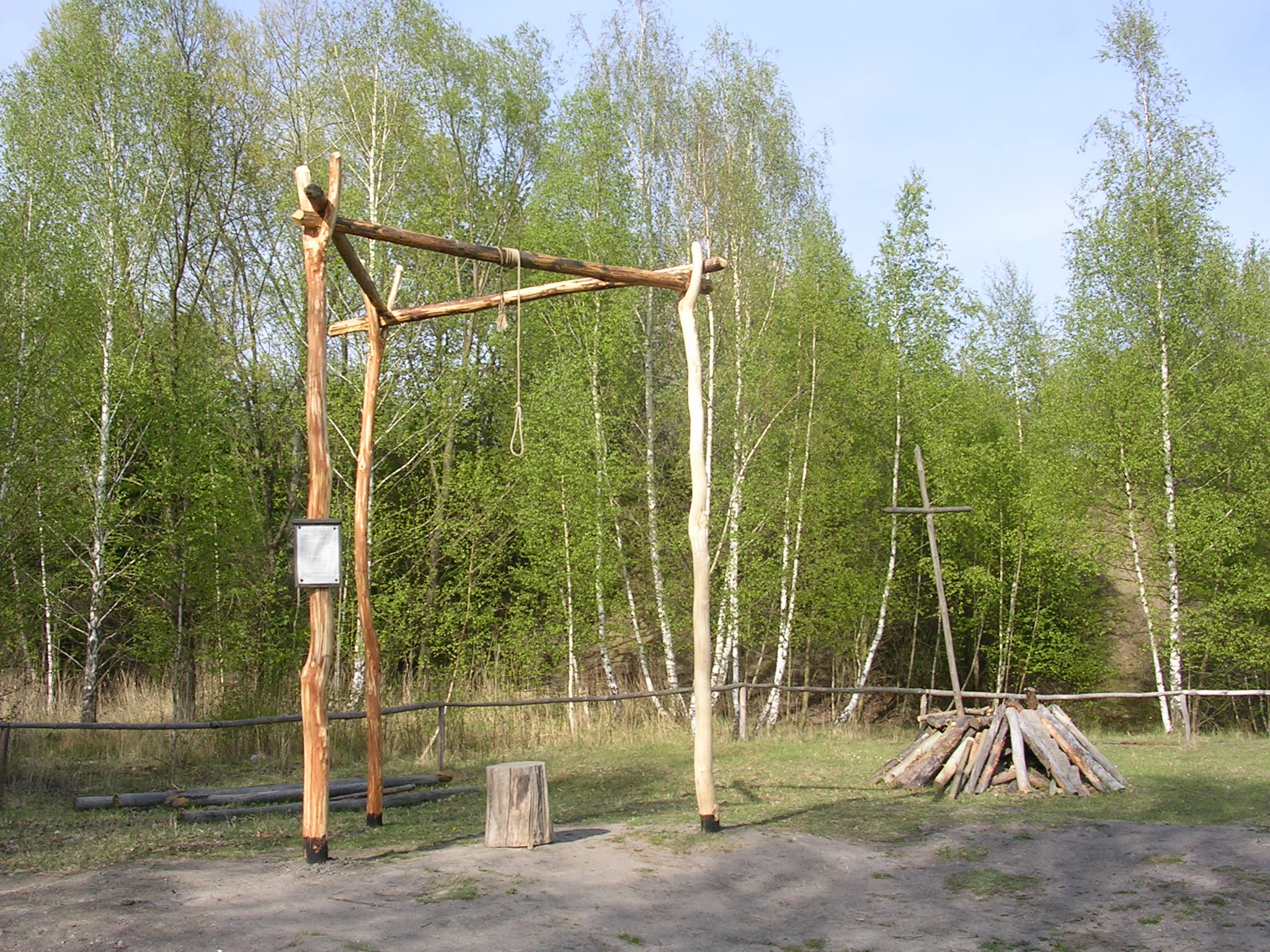
Šibeniční vršek
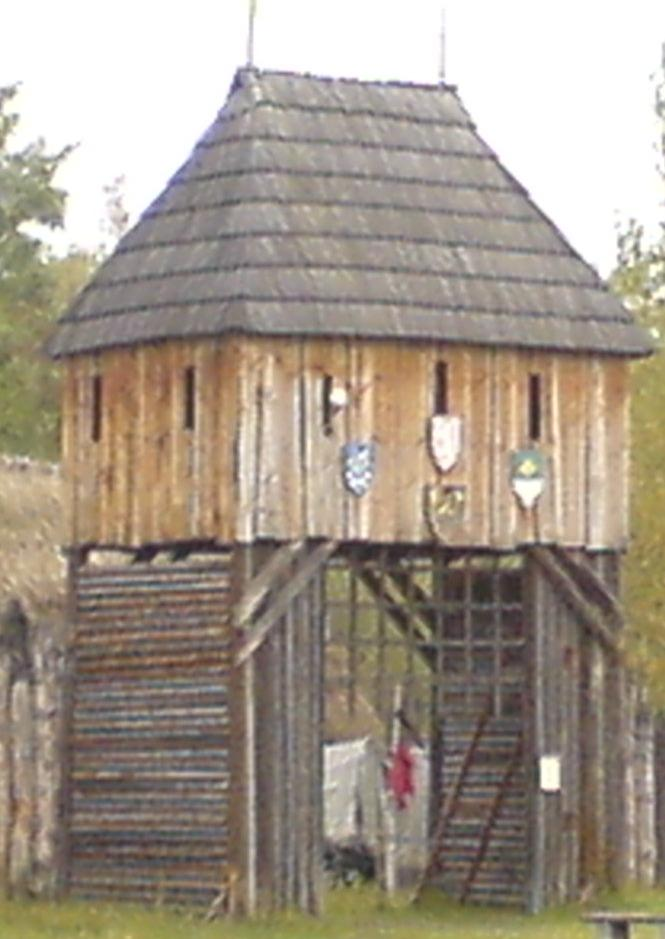
Východní brána (k mimoměstským expozicím)
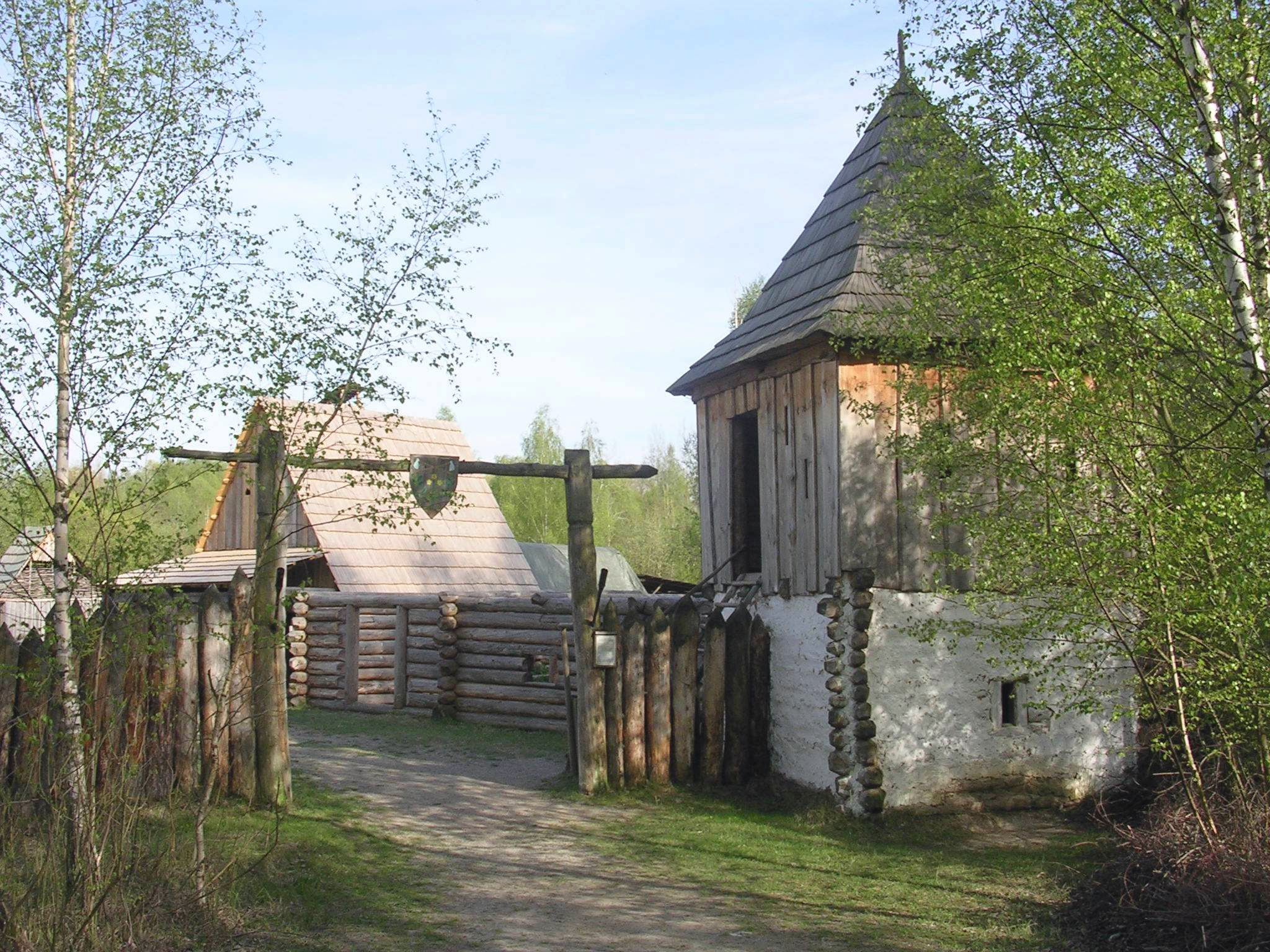
Západní brána (vstup návštěvníků)
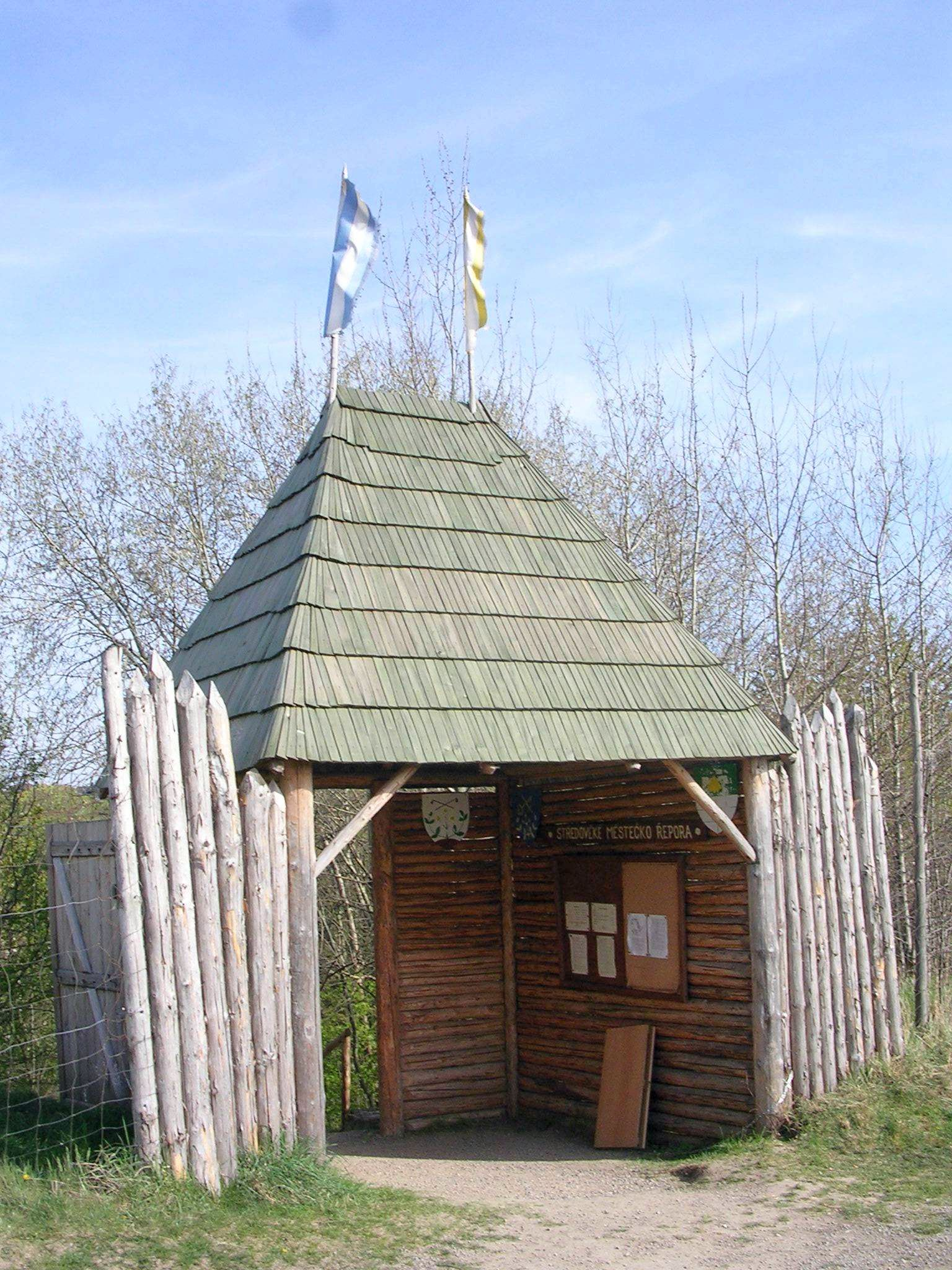
Horní západní brána (vstup návštěvníků)
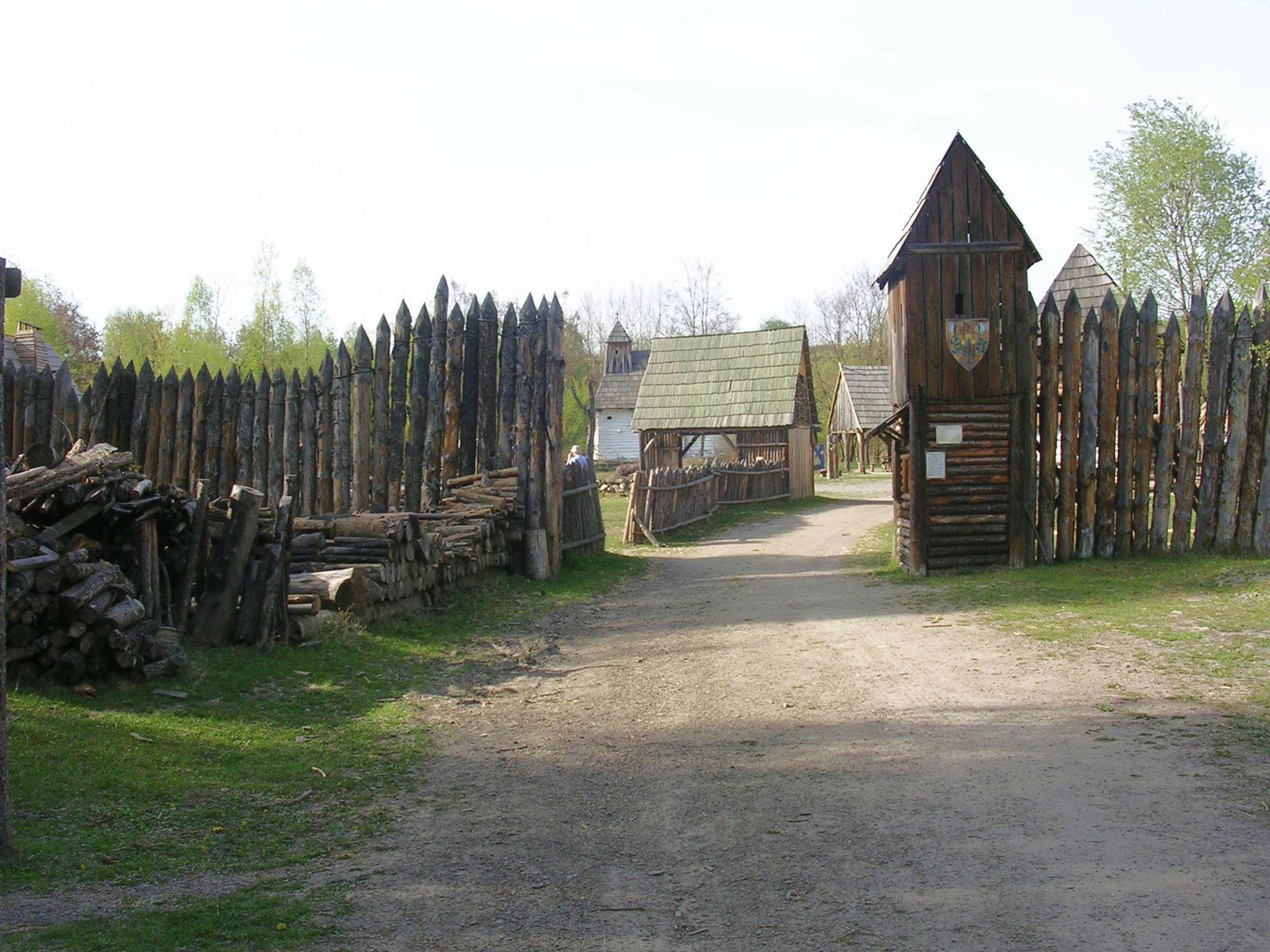
Jižní vstup s palisádou (uzavřen)
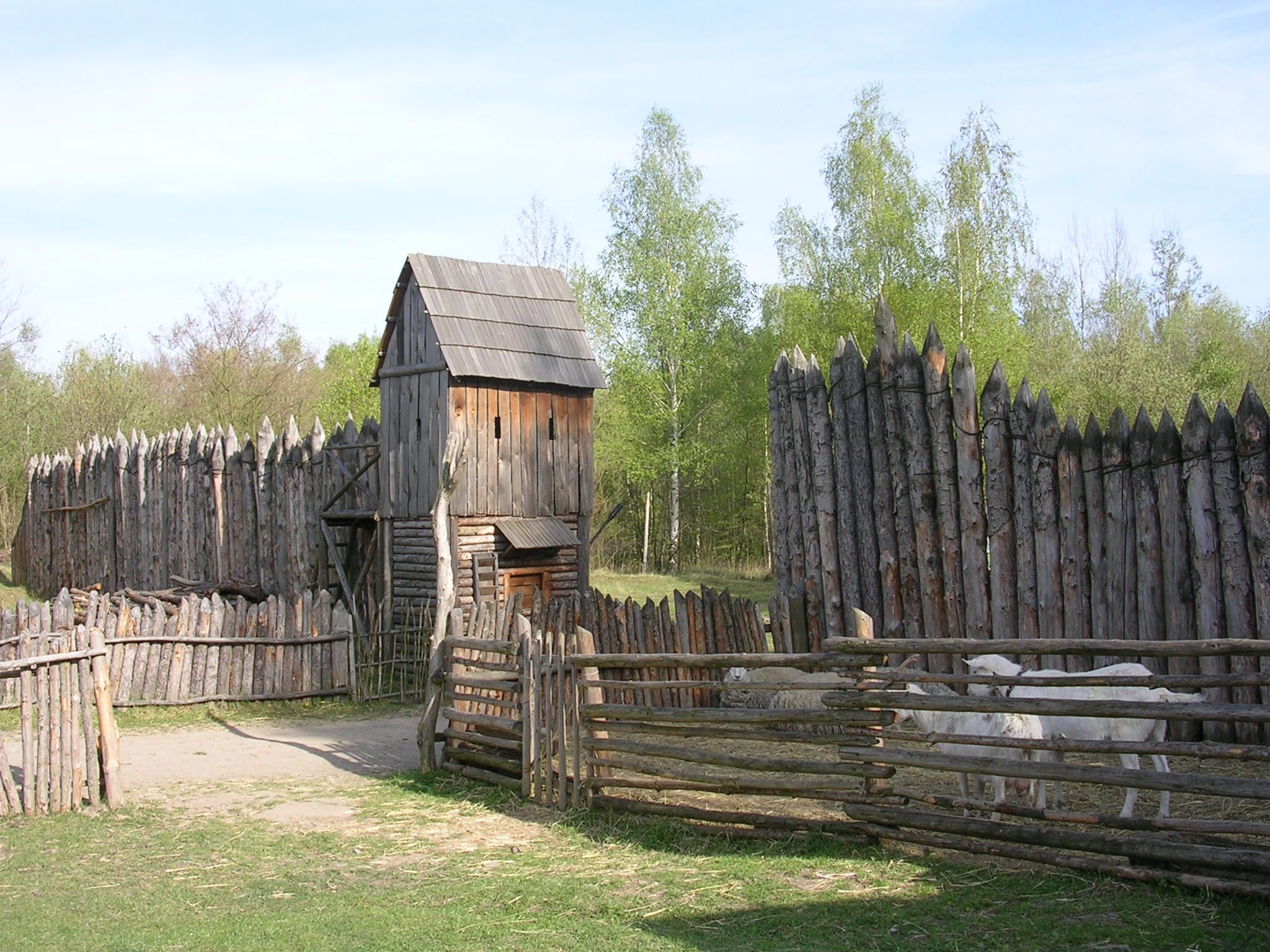
Ohrádka s ovcemi a kozami u jižní brány